# العلاقات البوسنية الغيانية
العلاقات البوسنية الغيانية هي العلاقات الثنائية التي تجمع بين البوسنة والهرسك وغيانا.

## مقارنة بين البلدين
هذه مقارنة عامة ومرجعية للدولتين:
| وجه المقارنة                                              | البوسنة والهرسك                                             | غيانا        |
| --------------------------------------------------------- | ----------------------------------------------------------- | ------------ |
| المساحة (كم2)                                             | 51.20 ألف                                                   | 214.97 ألف   |
| عدد السكان (نسمة)                                         | 3.51 مليون                                                  | 777.86 ألف   |
| الكثافة السكانية (ن./كم²)                                 | 68.55                                                       | 3.62         |
| العاصمة                                                   | سراييفو                                                     | جورج تاون    |
| اللغة الرسمية                                             | اللغة البوسنوية، اللغة الكرواتية، اللغة الصربية             | لغة إنجليزية |
| العملة                                                    | مارك بوسني                                                  | دولار غياني  |
| الناتج المحلي الإجمالي (بليون دولار)                      | 18.17 مليار                                                 | 3.68 مليار   |
| الناتج المحلي الإجمالي (تعادل القوة الشرائية) بليون دولار | 41.35 مليار                                                 | 5.77 مليار   |
| الناتج المحلي الإجمالي الاسمي للفرد دولار أمريكي          | 4.25 ألف                                                    | 4.13 ألف     |
| الناتج المحلي الإجمالي للفرد دولار أمريكي                 | 10.43 ألف                                                   |              |
| مؤشر التنمية البشرية                                      | 0.733                                                       |              |
| رمز المكالمات الدولي                                      | +387                                                        | +592         |
| رمز الإنترنت                                              | .ba                                                         | .gy          |
| المنطقة الزمنية                                           | توقيت وسط أوروبا، ت ع م+01:00، ت ع م+02:00، أوروبا/سراييفو ‏ | 00           |

## منظمات دولية مشتركة
يشترك البلدان في عضوية مجموعة من المنظمات الدولية، منها:
| علم المنظمة | اسم المنظمة                               | تاريخ انضمام البوسنة والهرسك | تاريخ انضمام غيانا |
| ----------- | ----------------------------------------- | ---------------------------- | ------------------ |
|             | مؤسسة التنمية الدولية                     | 25 فبراير 1993               | 4 يناير 1967       |
|             | يونسكو                                    | 2 يونيو 1993                 | 21 مارس 1967       |
|             | وكالة ضمان الاستثمار متعدد الأطراف        | 19 مارس 1993                 | 18 يناير 1989      |
|             | الأمم المتحدة                             | 22 مايو 1992                 | 20 سبتمبر 1966     |
|             | الاتحاد البريدي العالمي                   | ?                            | ?                  |
|             | البنك الدولي للإنشاء والتعمير             | 25 فبراير 1993               | 26 سبتمبر 1966     |
|             | الاتحاد الدولي للاتصالات                  | 20 أكتوبر 1992               | 8 مارس 1967        |
|             | منظمة حظر الأسلحة الكيميائية              | ?                            | ?                  |
|             | مؤسسة التمويل الدولية                     | 25 فبراير 1993               | 4 يناير 1967       |
|             | المركز الدولي لتسوية المنازعات الاستشارية | 13 يونيو 1997                | 10 أغسطس 1969      |
|             | منظمة الشرطة الجنائية الدولية             | ?                            | ?                  |

## وصلات خارجية
- موقع وزارة الخارجية البوسنية
- موقع وزارة الخارجية الغيانية